# Veronica yedoensis
Veronica yedoensis là một loài thực vật có hoa trong họ Mã đề. Loài này được Franch. & Sav. miêu tả khoa học đầu tiên.